# Fons Rademakers
Alphonse Marie Rademakers, detto Fons (Roosendaal, 5 settembre 1920 – Ginevra, 22 febbraio 2007), è stato un regista e attore olandese.

## Biografia
È stato il primo regista olandese ad ottenere una candidatura al Premio Oscar per il miglior film straniero, nel 1960, con Il villaggio sul fiume (Dorp aan de rivier),  e soprattutto il primo a vincerlo, nel 1987, con Assault (De aanslag).
Ha vinto l'Orso d'argento al Festival di Berlino con Makkers, staakt uw wild geraas (1960).
È stato presente quattro volte in concorso al Festival di Cannes, tre come regista, nel 1961 con Het Mes, nel 1963 con Als twee druppels water e nel 1971 con Mira e una nel 1965 come attore con Aah... Tamara, un cortometraggio diretto dallo scrittore sovietico Konstantin Michajlovič Simonov.
È morto nel 2007 in un ospedale di Ginevra per enfisema, dopo che i macchinari che lo mantenevano in vita sono stati spenti per sua volontà.

## Filmografia

### Regista
- Il villaggio sul fiume (Dorp aan de rivier) (1958)
- Makkers, staakt uw wild geraas (1960)
- Het Mes (1961)
- Als twee druppels water (1963)
- De man, de vrouw en de moord (1963) - film TV
- La danza dell'airone (De dans van de reiger) (1966)
- Mira (1971)
- Perché i gatti (Because of the Cats) (1973)
- Max Havelaar (Max Havelaar of de koffieveilingen der Nederlandsche handelsmaatschappij) (1976)
- Mijn vriend (1979)
- Assault (De aanslag) (1986)
- The Rose Garden (Der Rosengarten) (1989)

### Attore
- Il buco nella parete, regia di Pim de la Parra (1969)
- La vestale di Satana (Les Lèvres rouges), regia di Harry Kümel (1971)
- Mira (1971)
- Il patto con il diavolo, regia di Alexander Whitelaw (1976)

## Riconoscimenti
- Festival internazionale del cinema di Berlino
  - 1961 – Orso d'argento per Makkers staakt uw wild geraas